# Zukkoke Knight Don De La Mancha
Zukkoke Knight - Don De La Mancha (яп. ずっこけナイト ドンデラマンチャ Цукоккэнайто Дондэрамантя, Хитроумный идальго — Дон Де Ла Манча) — японский аниме-сериал, выпущенный студией Ashi Productions. Создан по мотивам романа Мигеля де Сервантеса «Дон Кихот». Сериал транслировался по телеканалу Tokyo Channel 12 с 15 апреля по 23 сентября 1980 года. Всего выпущены 23 серии. Сериал также транслировался на территории США, Мексики, Латинской Америки и Италии.

## Сюжет
Дон Кихот, представленный в аниме в образе антропоморфного пса, начитавшись романов о благородных рыцарях, возомнил себя героем и, облачившись в доспехи, начал путешествовать, чтобы принести в этом мир больше справедливости, из-за чего стал постоянно попадать в трудные и опасные ситуации. Параллельно он пытается завоевать сердце дамы Дульсинеи.

## Роли озвучивали
- Кэндзи Уцуми — Дон Кихот Де Ла Манча
- Мами Кояма — Дульсинея
- Сэцуо Вакуи — Санчо Панса
- Кэнъити Огата — Ноттордам
- Кэндзи Никай — Кихот
- Итиро Нагай — голос за кадром